# Akon
Akon, pseudonimo di Aliaume Damala Badara Akon Thiam (Saint Louis, 16 aprile 1973), è un cantante, produttore discografico e imprenditore statunitense, di origini senegalesi.
È salito alla ribalta nel 2004 con il primo brano estratto dal suo album di debutto, Trouble. Il suo secondo disco, Konvicted, è invece uscito nel 2006 ed è stato candidato nel medesimo anno ad un Grammy Award per il singolo Smack That, in collaborazione col rapper Eminem. Akon è il fondatore delle case discografiche Konvict Muzik e Kon Live Distribution.
È conosciuto anche per aver fatto più di 200 apparizioni negli album di numerosi artisti e per aver collaborato a ben 36 singoli altrui, che hanno tutti debuttato nella classifica statunitense Billboard Hot 100. È il primo solista ad aver occupato simultaneamente sia la prima che la seconda posizione di Billboard Hot 100. Nominato a 6 Grammy Award, ha prodotto molte hit per artisti come Lady Gaga, T-Pain, Snoop Dogg, Leona Lewis e realizzato due collaborazioni con Michael Jackson, di cui una postuma.

## Biografia

### Primi anni
Akon è figlio del percussionista Mor Thiam. Nasce vicino a St. Louis. Trascorre i successivi anni tra l'America e il Senegal, finché a 15 anni, non si trasferisce definitivamente a Jersey City, nella contea di Hudson, nel New Jersey. In quell'anno il giovane Aliune registra il suo primo brano, dal titolo Operations of Nature. In seguito viene arrestato per rapina a mano armata e spaccio di droga e trascorre il tempo in cella continuando a dedicarsi alla musica. Una volta scarcerato, comincia a registrare e a comporre brani in un apposito studio allestito a casa, proprio come fece prima il ben più famoso rapper 50 Cent (film Get Rich or Die Tryin'). I suoi primi lavori attirano l'attenzione delle case discografiche SRC e Universal Music Group, che lo scritturano e gli danno la possibilità di pubblicare il 29 giugno del 2004 l'album di debutto Trouble. Il disco è un misto di sonorità di musica africana e southern rap.

### 2004-2005:Trouble
Dal debutto solista di Akon, Trouble, vengono estratti i singoli Locked Up, Lonely, Bananza, Pot of Gold e Ghetto. Locked Up è stata scritta prima che Akon scontasse una pena di tre anni per furto d'auto e raggiunge la posizione n. 8 negli Stati Uniti e la n. 5 nel Regno Unito. Contemporaneamente il manager del rapper, Robert "Screw" Montanez, viene ucciso da un colpo di arma da fuoco durante una discussione nel New Jersey nel dicembre del 2005.
Anche il secondo singolo, Ghetto, inizialmente non diventa una hit finché non è remixata da DJ Green Lantern, che vi aggiunge alcuni versi dei leggendari rapper Notorious B.I.G. e Tupac Shakur. Nel 2005 Akon pubblica il singolo Lonely (che campiona Mr. Lonely di Bobby Vinton), che raggiunge la posizione n. 5 della chart statunitense billboard Hot 100 e la vetta in paesi come Australia, Regno Unito e Germania. Il suo album ha raggiunto la numero 1 nel Regno Unito ad aprile, ed è salito al n. 1 anche in Australia e Germania. Akon ha aumentato la propria popolarità anche grazie alla collaborazione nel brano Soul Survivor del rapper Young Jeezy.

### 2006-2007:Konvicted

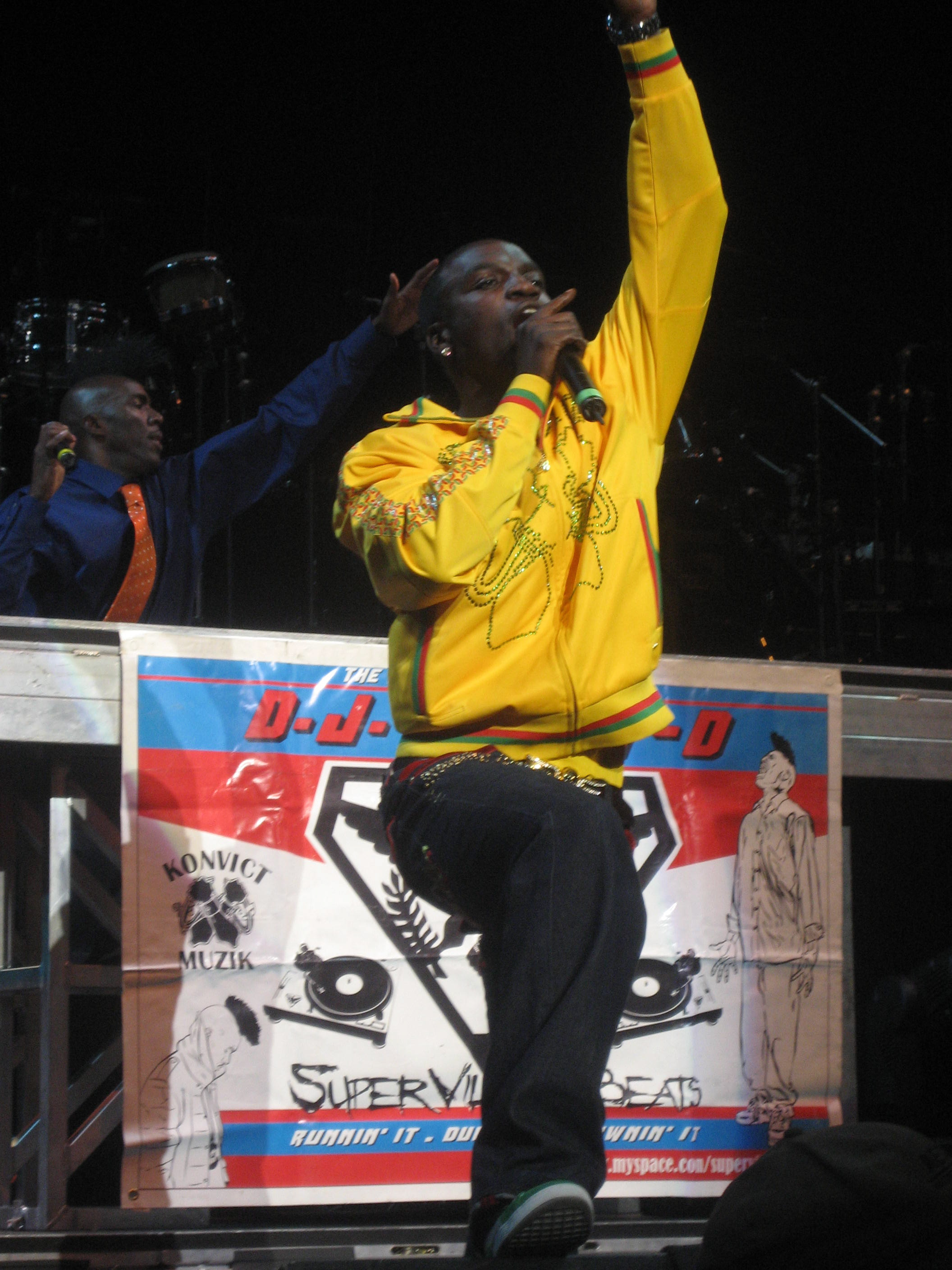
Akon in concerto nel 2007

Il secondo album studio di Akon, Konvicted, viene pubblicato il 14 novembre 2006. Il disco include la partecipazione di Eminem, Snoop Dogg e Styles P. Il primo singolo, Smack That (featuring Eminem), è stato pubblicato nell'agosto 2006 e ha raggiunto la posizione numero 2 della classifica Billboard Hot 100 per cinque settimane consecutive. Il secondo brano estratto da Konvicted è stato invece I Wanna Love You (featuring Snoop Dogg), uscito a settembre, che è diventato il primo brano del senegalese a raggiungere la vetta del Billboard Hot 100. Per Snoop è stata invece la seconda volta. I Wanna Love You è rimasta all'apice delle classifiche statunitensi per due settimane consecutive.
Nel gennaio 2007 esce un terzo singolo, Don't Matter, che diventa il suo primo brano cantato da solista a raggiungere la vetta di Billboard Hot 100 e seconda canzone consecutiva a riuscirci. Il quarto singolo estratto da Konvicted, Mama Africa, viene pubblicato in Europa nel luglio del medesimo anno, arrivando sino alla 47ª posizione delle chart del Regno Unito. In coincidenza con l'uscita di una versione deluxe di Konvicted, ad agosto viene pubblicato un quinto brano, Sorry, Blame It on Me, che debutta in 7ª posizione su Hot 100. La versione deluxe viene pubblicata il 28 agosto. Il singolo finale estratto da Konvicted è Never Took the Time. Il disco debutta come numero 2 della classifica Billboard 200, vendendo 286 000 copie alla prima settimana di pubblicazione.

### 2008-2009: collaborazioni con Michael Jackson eFreedom
Nel febbraio 2008 viene pubblicato il singolo Wanna Be Startin' Somethin' 2008 insieme a Michael Jackson, un rifacimento della canzone originale, tratta dall'album Thriller 25 di Jackson, a cui segue il singolo Dangerous, cantato in duetto con Kardinal Offishall ed estratto dall'album in studio Not 4 Sale di quest'ultimo. Nello stesso periodo inizia a circolare illegalmente in rete nei siti di file sharing una prima versione di Hold My Hand (ancora allo stadio di demo) un altro duetto con Michael Jackson che avrebbe dovuto essere il primo singolo del nuovo album di Akon o di Jackson stesso.

A settembre viene pubblicato il singolo Right Now (Na Na Na), che viene presentato in due versioni, di cui una cantata insieme a Kat DeLuna, come prmo singolo estratto dal suo nuovo album che viene pubblicato il 2 dicembre 2008 e si intitola Freedom, da cui vengono estratti altri tre brani: I'm So Paid (featuring Lil Wayne e Young Jeezy), Beautiful (featuring Kardinal Offishall e Colby O'Donis) e We Don't Care. Quest'ultimo, tuttavia, non riesce a sfondare nelle classifiche mondiali, raggiungendo solamente la posizione numero 61 e 91 rispettivamente in Regno Unito ed Australia.

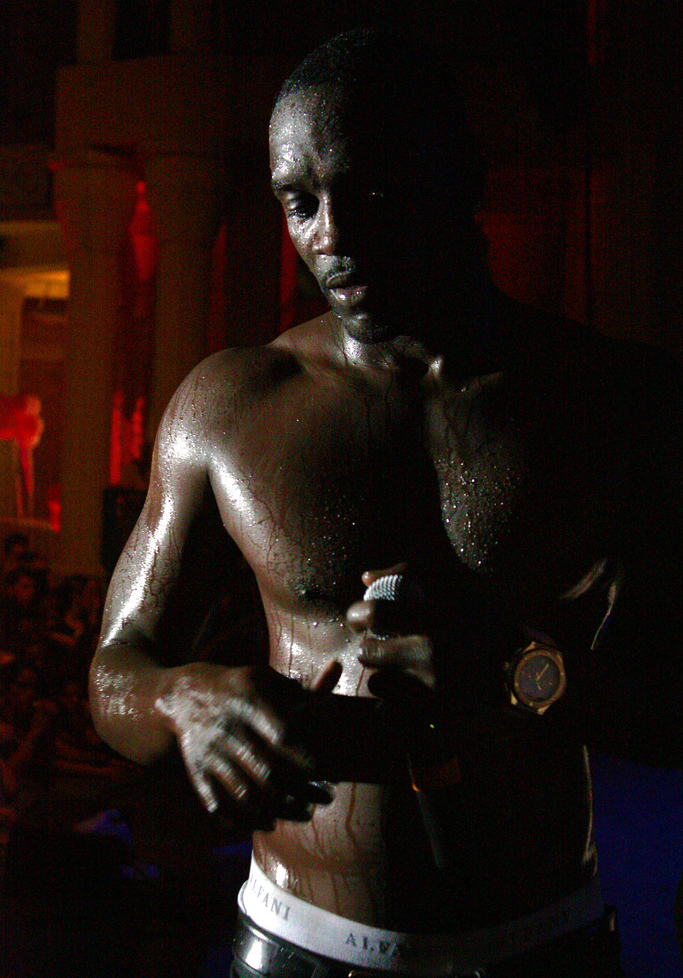
Akon in concerto nel 2009

Dopo l'inaspettata morte di Michael Jackson, avvenuta il 25 giugno 2009, con il quale Akon stava lavorando durante gli ultimi anni della sua vita, l'artista senegalese pubblica un singolo di tributo dal titolo Cry Out Of Joy. Nell'estate 2009 Akon collabora con il DJ francese David Guetta per il brano house Sexy Bitch, primo singolo di tale genere musicale per il senegalese. Sexy Bitch, tratto dall'album One Love del francese, diventa popolare in tutto il globo, raggiungendo la vetta delle classifiche in più di sei paesi e arrivando alla 7ª posizione di Billboard Hot 100.

### 2010-2015:Oh Africae l'album ineditoStadium
Nel maggio 2009 venne incaricato dalla FIFA di creare la canzone ufficiale dei Mondiali 2010 che si sarebbero svolti proprio in Africa, scelta in seguito andata alla canzone Waka Waka (This Time for Africa) proposta della cantante colombiana Shakira. Akon ha comunque composto per l'occasione Oh Africa. 
Nel 2010 sarebbe dovuto uscire il suo quarto album studio, dal titolo Akonic; tuttavia, il lavoro di registrazione non venne completato in tempo e la data di pubblicazione dell'album venne rinviata. Originariamente annunciato per il novembre del 2010, venne poi reso disponibile in pre-ordine sul sito HMV con data di uscita prevista per il 21 febbraio 2011. Il nome dell'album fu fonte di discussione per qualche tempo con titoli provvisori come Stadium e Stadium Music. Tuttavia, venne rivelato che il titolo sarebbe stato in realtà Akonic. Tra il 17 e 29 settembre, il sito HMV elenca l'album come Akonic, ma il 30 settembre viene nuovamente cambiato in Stadium. Quando lo stato di pre-ordine venne aggiornato nel mese di dicembre, Akonic venne ripristinato come titolo. Due tracce, presumibilmente di questo album - Nosy Neighbor e Party Animal - erano trapelate su internet nel 2009. Entrambi i brani erano stati prodotti dal dj francese David Guetta. Un altro brano, intitolato Give It to 'Em, inizia a circolare in rete il 14 ottobre 2010.
Nel frattempo, il 15 novembre 2010, viene finalmente pubblicato in via ufficiale il singolo Hold My Hand in duetto con Jackson, in una nuova versione riarrangiata, come primo estratto dal primo album in studio postumo del Re del Pop, intitolato soltanto Michael. Nel 2011 pubblica la canzone Chamak Challo insieme alla cantante indiana Hamsika Iyer per il film indiano Ra.One.
Dopo tante vicissitudini riguardanti l'uscita del nuovo album, nel 2012 l'artista lancia definitivamente la sua nuova produzione, che viene totalmente stravolta rispetto alle varie voci che circolavano nel 2009-2010, in quanto lo stesso Akon, il 3 giugno 2012, canta sul palco di Miss USA un nuovissimo singolo, intitolato America's Most Wanted, che, secondo i piani iniziali, avrebbe dovuto utilizzare come lead track del nuovo album, rimpiazzando i vari "buzz single" usciti in quegli anni con brani come Throw Dat D e Ain't Saying Nothing. Nonostante una nuova data d'uscita venga annunciata per il 2015, con la realizzazione di cinque singoli inediti e l'annuncio che Stadium sarebbe stato un album quintuplo, alla fine la realizzazione del nuovo album salterà del tutto e l'album Stadium rimarrà inedito.

### 2015 - presente:Konvinct Kartel Vol 2,El Negreeto,Akonda
Nel 2015 collabora con Gué Pequeno al singolo Interstellar, mentre nel 2016 collabora con Robin Schulz al singolo Heatwave. Ne 2017 Akon realizza un mixtape in collaborazione con gli artisti della Konvict Music intitolato Konvict Kartel Vol 2. Nel 2018 collabora per la prima volta con un artista latino apparendo nel brano di Ozuna Coméntale: per l'occasione assume il nickname "El Negreeto" e annuncia molte altre collaborazioni con artisti latini in arrivo. A inizio 2019 collabora con Anuel AA nel brano Get Money, mentre nel settembre successivo duetta con Becky G nel singolo Como No.

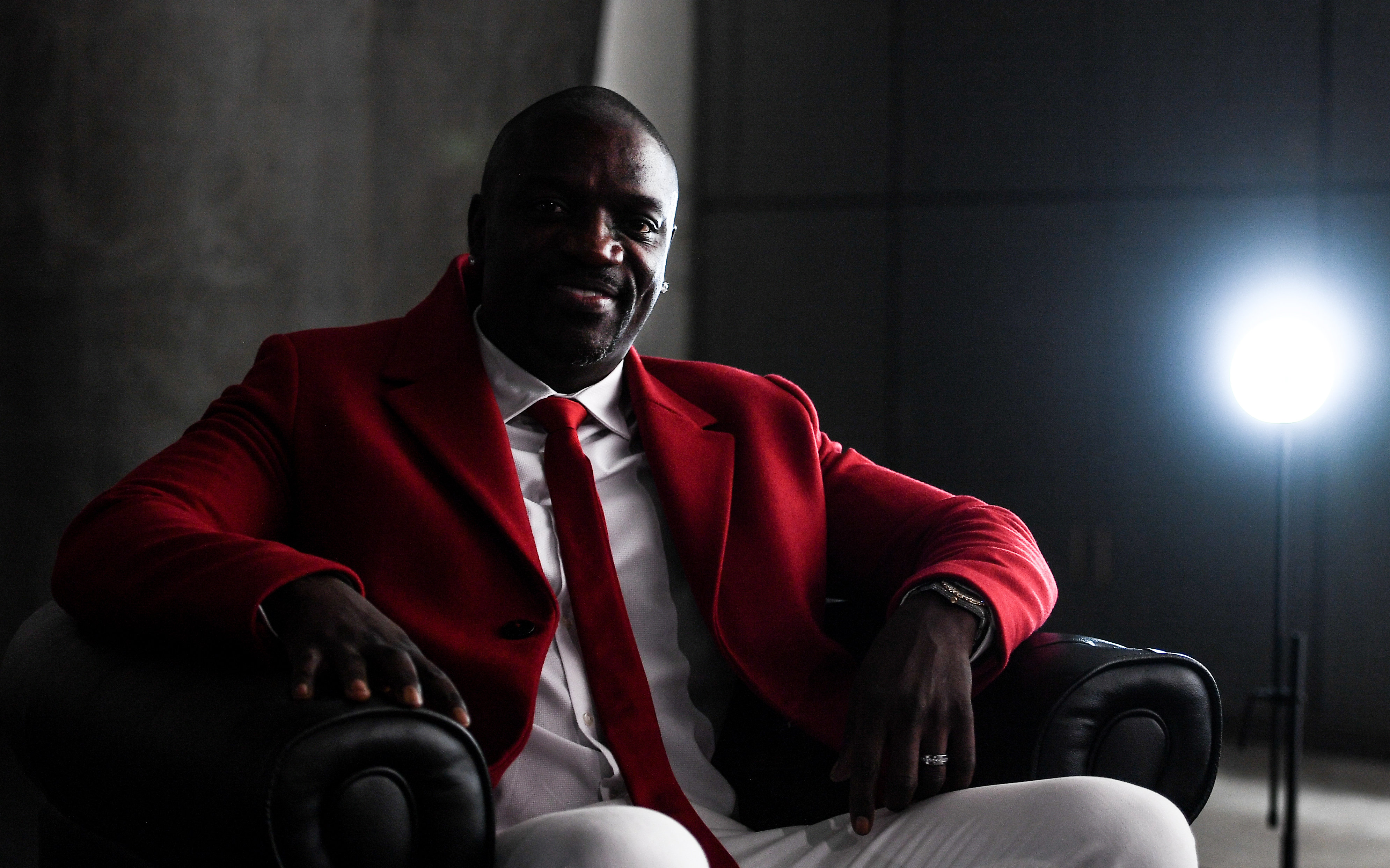
Akon nel 2019

Nell'ottobre 2019, per la prima volta nella sua carriera, Akon pubblica due album in maniera estremamente ravvicinata: si tratta di El Negreeto, costituito prettamente da musica latina e brani in spagnolo, e Akonda, costituito invece esclusivamente da musica Afrobeat. Sempre nel 2019, Akon pubblica i singoli Benjamin e Can't Say No e annuncia la pubblicazione dell'album Konnect per il 2020. La sua pubblicazione è stata posticipata al 2021. Nel 2020 Akon realizza un remix della hit dei Maroon 5 Girls like You. Nel maggio 2021 collabora con David Guetta e Master KG nel brano Shine You Light.

## Konvict Muzik e Konvict Kulture
Akon possiede anche un'etichetta discografica fondata dal cantante nel 2004 inizialmente come Konvict Muzik. L'etichetta ha prodotto principalmente album e singoli di artisti quali T-Pain, Kat DeLuna, Dolla, Ya Boy, Sarkodie, P-Square, Wizkid, French Montana, Jeffree Star e tanti altri. Chilli delle TLC era approdata alla Konvict nel 2006 per pubblicare il suo album d'esordio come solista, alla cui supervisione alla produzione c'era Missy Elliott. L'uscita era prevista tra l'autunno 2006 ed i primi mesi del 2007 ma alla fine l'album non fu mai pubblicato. Dal 2022 l'etichetta è stata rinominata Konvict Kulture.

## Vita privata
Akon è musulmano, e ha affermato di non aver mai bevuto alcolici, cosa che lo ha fatto diventare una persona migliore e che ha avuto un ruolo molto importante sui rapporti personali nella vita. Akon ha dichiarato di avere avuto sei figli da tre donne differenti e di avere un ottimo rapporto con ognuno di loro. Ha inoltre affermato che cerca sempre di tenere separate carriera e vita privata. Ha inoltre fondato una propria associazione benefica per bambini non privilegiati in Africa, detta Konfidence Foundation. Sempre in Africa, precisamente in Sudafrica, Akon possiede una miniera di diamanti.

## Discografia
- 2004 – Trouble
- 2006 – Konvicted
- 2008 – Freedom
- 2019 – El Negreeto
- 2019 – Akonda

## Filmografia
- Love, Kills xx - serie TV, episodio 1x08 (2010)
- Black November, regia di Jeta Amata (2012)
- American Heist, regia di Sarik Andreasyan (2014)
- Tooken, regia di John Asher (2015)